# Fernando Yáñez de la Almedina

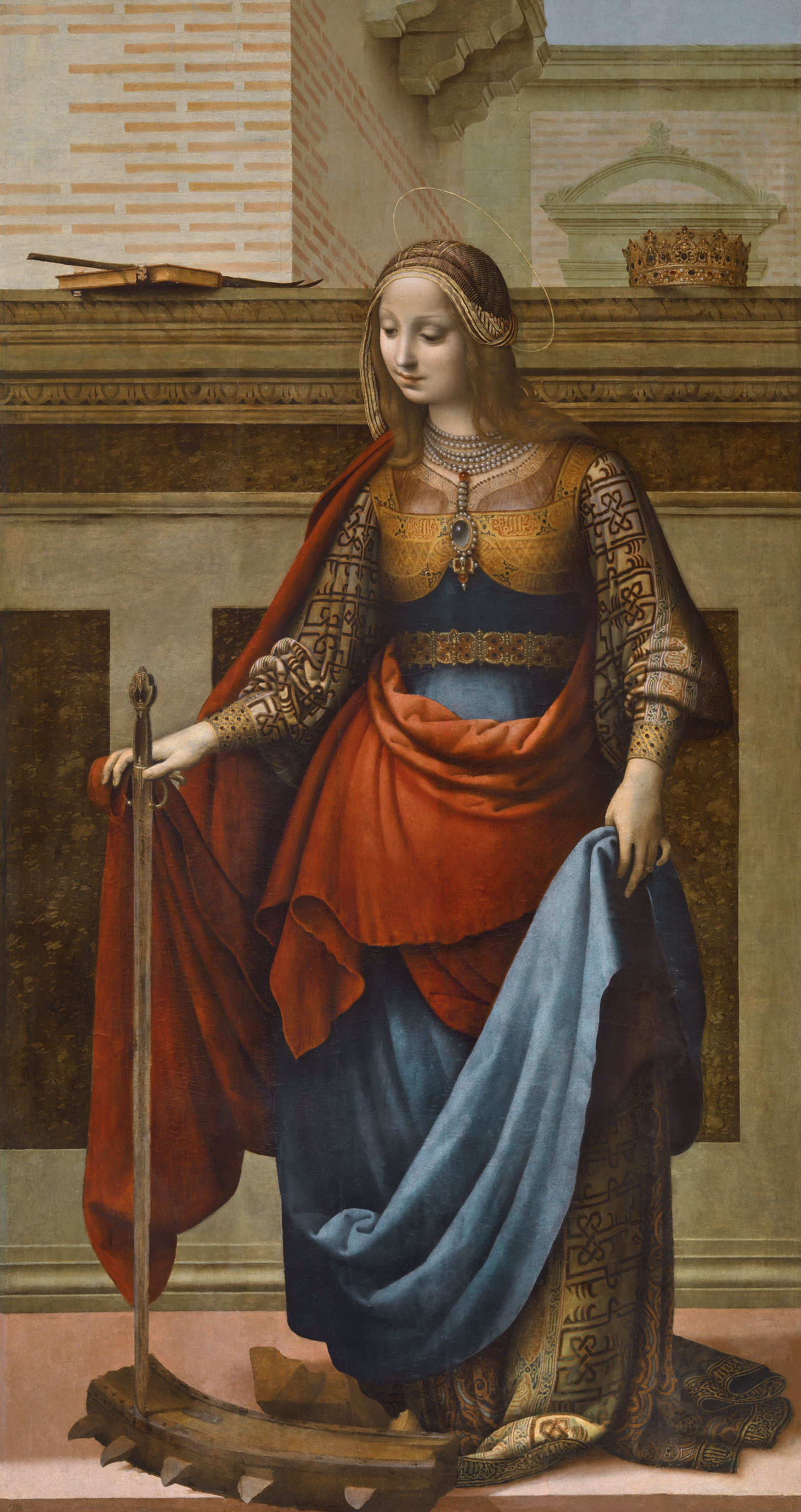
Santa Caterina d'Alessandria, 1505-1510, olio su tavola, 212 × 112 cm, Madrid, Museo del Prado.

Fernando Yáñez de la Almedina (Almedina, 1475 – Almedina, 1537) è stato un pittore spagnolo, considerato uno dei maggiori introduttori del Rinascimento in Spagna.

## Biografia
Le poche notizie esistenti che documentano l'esistenza dell'artista affermano che Fernando Yáñez, di possibili origini moriscos, nacque nel piccolo paese di Almedina, nell'attuale provincia di Ciudad Real, desumibilmente nell'ultimo quarto del XV secolo.
Dopo una prima tappa formativa a Valencia, Yáñez intraprese quasi sicuramente un viaggio in Italia allo scopo di documentarsi sulle novità artistiche della penisola; le circostanze del viaggio e le città da lui visitate sono tuttavia incerte ed in parte ipotizzabili, poiché poco documentate. Il suo stile è però evidentemente influenzato dalle opere di Perugino, di Raffaello e di Leonardo da Vinci, da cui Yáñez ha attinto la tecnica dello sfumato e la raffigurazione quasi enigmatica dei volti. Al termine di questa prima esperienza, durante un suo ipotetico soggiorno a Venezia, il pittore ereditò l'utilizzo dei colori freddi tipici del Giorgione e della sua scuola.

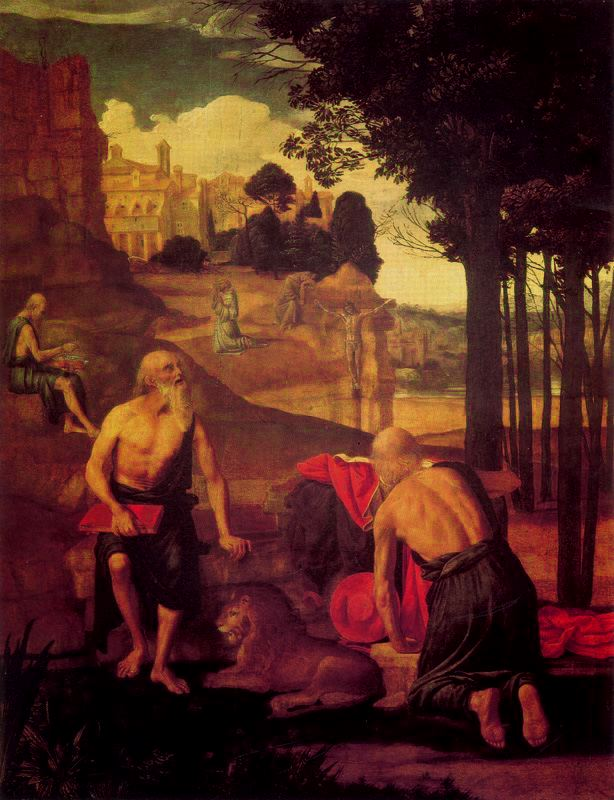
Momenti della vita di San Girolamo, Olio su tavola. 67 x 51 cm. Pinacoteca di Brera

Fin dal 1960 Franco Russoli attribuì i Momenti della vita di San Girolamo della Pinacoteca di Brera (inv. 2.269) all'artista Fernando Yañez e tale assegnazione è stata confermata anche nella grande mostra alla Casa Buonarroti del 1998.  Nella scheda della mostra riguardante questa stessa opera  viene altresì citato il Catalogo della Pinacoteca di Brera, dove la Tavola è però attribuita a un «pittore dell'Italia settentrionale della fine del secolo XV»  col titolo di Santi eremiti, quando, è scritto nel Catalogo della Casa Buonarroti, «l'iconografia del quadro non rappresenta i Santi Eremiti, bensì San Girolamo in momenti e atteggiamenti diversi».
Un documento risalente al 1505 afferma che nel gruppo degli artisti che assistettero Leonardo nella realizzazione della Battaglia di Anghiari a Palazzo Vecchio vi era un «Ferrando Spagnolo, pittore», identificato, a seconda dai critici, nello stesso Yáñez o, più probabilmente, nel suo contemporaneo Fernando de los Llanos.
Le prime documentazioni spagnole che menzionano Yáñez risalgono al 1506 e lo ricordano a Valencia dove, insieme al pittore Llanos, dipinse per la cattedrale cittadina il retablo dei Santi Cosma e Damiano, scomparso nel 1936. Nel 1507, l'artista firma insieme al collega il contratto per la realizzazione di dodici tavole raffiguranti episodi della vita della Vergine, da collocare presso l'altare maggiore della cattedrale. A partire da quest'anno fino al 1510, riscuote una lunga serie di pagamenti da parte della comunità religiosa valenciana.
Il retablo della Cattedrale, di gusto leonardesco, eseguito dai due artisti in poco meno di un anno, costituisce una delle più rappresentative opere rinascimentali spagnole: attualmente, la critica è divisa sull'attribuzione del Riposo durante la fuga in Egitto, anticamente ritenuta opera di Yáñez; solo in tempi moderni il dipinto è stato assegnato a Llanos. I due artisti, di stile molto simile, sono stati spesso confusi tra loro poiché entrambi soliti firmarsi con i nomi «Hernando» o «Fernando».
Tra il 1512 e il 1514, Yáñez era al lavoro sulla decorazione degli organi della Cattedrale. Nel 1515, lavorò a Barcellona, dove lasciò opere non meglio specificate. Ritornato a Valencia, Yáñez l'abbandonò nuovamente poco prima del 1520, per dirigersi, insieme a Llanos, dapprima a Murcia e poi a Cuenca. L'ultimo documento che menziona l'artista risale al 1531 e afferma che, residente a Cuenca, era al lavoro su alcuni retabli. Probabilmente cinque anni dopo, Yáñez si spense a Valencia, città simbolo della sua carriera.

## Opere
- Madonna col Bambino, sant'Elisabetta e san Giovannino, 1505 circa, olio su tavola, 101 × 76 cm, Firenze, Galleria degli Uffizi, depositi.
- Circoncisione, 1505 circa, olio su tavola, 318 × 215 cm, Arezzo, Museo Civico d'Arte Medievale e Moderna.
- Madonna col Bambino e san Giovannino, 1505 circa, olio su tavola, 78 × 64 cm, Washington, National Gallery of Art.
- Santa Caterina d'Alessandria, 1505-1510, olio su tela, 212 × 112 cm, Madrid, Museo del Prado.
- San Sebastiano, 1506, olio su tavola, Dallas, Meadows Museum.
- Resurrezione di Cristo, 1506-1513, olio su tavola, 130 × 98 cm, Valencia, Museo de Bellas Artes.
- Incontro alla Porta Aurea, 1507, olio su tavola, 194 × 227 cm, Valencia, Retablo Mayor della Cattedrale.
- Natività della Vergine, 1507, olio su tavola, 194 × 227 cm, Valencia, Retablo Mayor della Cattedrale.
- Presentazione della Vergine al Tempio, 1507, olio su tavola, 194 × 227 cm, Valencia, Retablo Mayor della Cattedrale.
- Visitazione, 1507, olio su tavola, 194 × 227 cm, Valencia, Retablo Mayor della Cattedrale.
- Adorazione dei pastori, 1507, olio su tavola, 194 × 227 cm, Valencia, Retablo Mayor della Cattedrale.
- Presentazione di Gesù al Tempio, 1507, olio su tavola, 194 × 227 cm, Valencia, Retablo Mayor della Cattedrale.
- Adorazione dei Magi, 1507, olio su tavola, 194 × 227 cm, Valencia, Retablo Mayor della Cattedrale.
- Riposo durante la fuga in Egitto, 1507, olio su tavola, 194 × 227 cm, Valencia, Retablo Mayor della Cattedrale.
- Resurrezione, 1507, olio su tavola, 194 × 227 cm, Valencia, Retablo Mayor della Cattedrale.
- Ascensione, 1507, olio su tavola, 194 × 227 cm, Valencia, Retablo Mayor della Cattedrale.
- Pentecoste, 1507, olio su tavola, 194 × 227 cm, Valencia, Retablo Mayor della Cattedrale.
- Morte della Vergine, 1507, olio su tavola, 194 × 227 cm, Valencia, Retablo Mayor della Cattedrale.
- Cristo Salvator Mundi, 1507-1513, olio su tavola, 31 × 20,5 cm, Valencia, Collezione privata.
- Cristo tra i santi Pietro e Giovanni, 1507-1520, olio su tavola, 75 × 62 cm, Madrid, Colección de Joan Abelló.
- San Damiano, 1510 circa, olio su tavola, 95 × 73 cm, Madrid, Museo del Prado.
- Scene della Passione e santi, 1515 circa, olio su tavola, 56 × 52 cm (ciascun pannello), Valencia, Museo de Bellas Artes.
  - Ecce Homo, 1515 circa, olio su tavola, 56 × 52 cm.
  - Apparizione di Cristo alla Vergine, 1515 circa, olio su tavola, 56 × 52 cm.
  - San Bernardo adora la Vergine e il Bambino con sant'Anna, 1515 circa, olio su tavola, 56 × 52 cm.
  - Santi Antonio e Vincenzo Ferrer, 1515 circa, olio su tavola, 56 × 52 cm.
  - Santi Michele e Gerolamo, 1515 circa, olio su tavola, 56 × 52 cm.
- La Vergine e il Bambino con sant'Anna, sant'Elisabetta e san Giovanni, 1518 (?), olio su tavola, 140 × 119 cm, Madrid, Museo del Prado.